# Wesmaelius asiaticus
Wesmaelius asiaticus is een insect uit de familie van de bruine gaasvliegen (Hemerobiidae), die tot de orde netvleugeligen (Neuroptera) behoort. 
Wesmaelius asiaticus is voor het eerst wetenschappelijk beschreven door C.-k. Yang in 1980.